# El Grony
El Grony és una muntanya de 884 metres que es troba entre els municipis de Bellprat, a la comarca de l'Anoia i de Pontils, a la comarca de la Conca de Barberà.